# 翼號列車
「翼」（日语： Tsubasa */?）是一種在東日本旅客鐵道（JR東日本）東北新幹線和山形新幹線（奧羽本線）運行的特別急行列車（特急列車）的班次名稱。「翼」是山形新幹線的專屬班次，於1992年7月1日正式啟用成為新幹線的班次，也是首個新幹線直行特急（也就是俗稱的迷你新幹線）班次。啟用初期「翼」只往來於東京和山形路段間，但當山形新幹線山形至新路段於1999年12月4日通車後，「翼」的行走路線也配合延長至新庄。
在成為新幹線班次前，「翼」原本是奧羽本線上的特急列車，於1961年10月啟用，往返於東京和秋田、青森兩地之間。

## 名稱由來
「翼」的主要意思是「為奧羽本線沿線發展祈願」。但因為開業時與來往大阪和青森的特急列車「白鳥」設有相互轉乘的制度，並且上行列車在秋田站同時開出，故也有一說認為是「白鳥之翼」的意思。

## 運行概況
「翼」號的班次主要跟東北新幹線的「山彥」號連結行駛東京至福島的路段。列車在福島站內分離，然後「翼」號列車將駛進山形新幹線路段。東京至新庄的總行車時間為3小時15分鐘。
開業時「翼」號主要跟200系的「山彥」號（8或10輛編組）連結行駛。200系逐漸退役後，「翼」改跟E4系（8輛編組）的「MAX山彥」號連結行駛。因E4系全數改往上越新幹線行走，「翼」改跟E2系（10輛編組）的「山彥」號連結行駛。除了部分班次會獨自行駛外，當奧羽本線延誤而未能趕上與「山彥」號的班次連接時，「翼」號的上行班次也會獨自行駛至東京站。此外，當奧羽本線因風雪停駛時，下行列車不會在福島解聯，並繼續駛至仙台。
因為多種編制和實際使用上原因，導致過往「翼」號和往盛岡的「山彥」號的班次成為東北新幹線中最擁擠的班次，其中以新年時的擁擠情況最嚴重。
- 大量乘客選乘
  - 相對於全車對號座位的「隼」號和「小町」號，早年「翼」號設有自由座位車廂，導致更多乘客選乘。
  - 除了前往山形縣的乘客外，秋田縣內陸部分地區的乘客也會使用「翼」號的班次。
  - 由於來往福島和米澤的普通列車的班次太少，很多乘客也會利用「翼」號的班次來往此路段。
- 增發困難
  - 「翼」號使用的列車數量不多，遇上擁擠的情況也不能增發臨時列車應付需求。
  - 因為福島站內只有14號月台（位於往仙台方向的側線）的軌道連接奧羽本線，故不論往東京還是往山形方向列車的連結和分離工作都必須在此月台進行，導致增發困難。
- 「翼」號的班次主要跟「山彥」號連結行駛，連結時（17輛）已接近東北新幹線車廂數目上限，故不能使用更長的列車編組來增加運量。
- 因為東北新幹線的班次編排以「隼號」號和「小町」號為優先，故「翼」號的臨時列車只能在其他較差的時間行駛。

「翼」號設有自由席期間（1994~2022年），由於自由席車廂較少（請參照使用車輛一段），故很多持有自由席車票的乘客都沒有座位。他們會在福島換乘與「翼」號連結行駛的「山彥」號中數量較多的自由座位，來往東京和福島。但兩列車在福島的停站時間只有兩分鐘，故他們需要以跑的方式來完成換乘。由於這種有趣的行為非常普遍，因而被常客和鐵路迷稱為「福島短跑」（福島ダッシュ）。
2022年3月12日時刻改正，「翼」號變更為全車指定席，以解決乘客無座可坐的情形。
另外目前福島站正在進行11號月台（東北新幹線往東京方向側線）改建，改建後該月台軌道將連接奧羽本線，以將「翼」號連結、分離的線路隔開，並提升行車效率。

### Toreiyu翼號

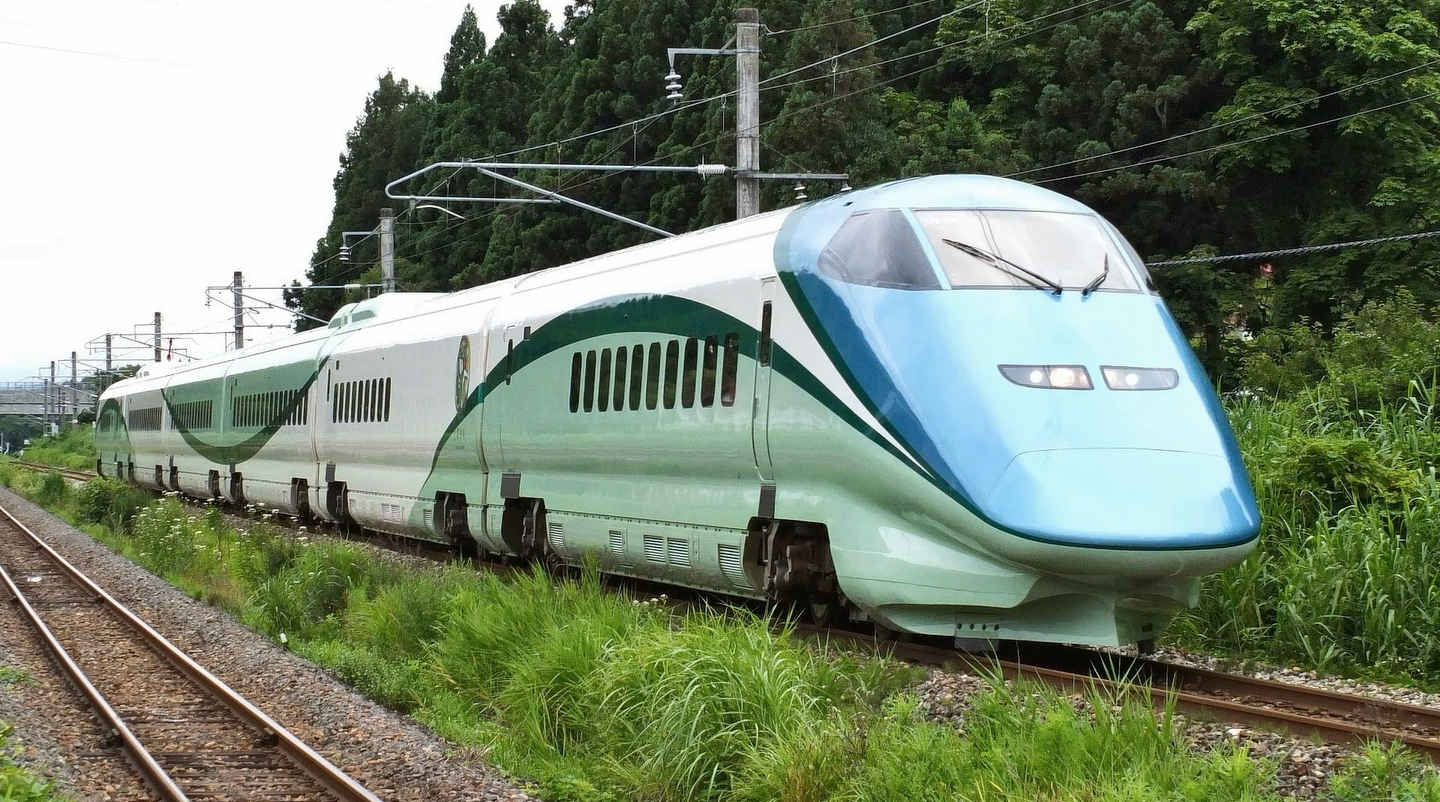
E3系700番台「とれいゆ つばさ」
（2014年7月19日 舟形－新庄之間）

由秋田新幹線用的0番台、R18編組經川崎重工業車輛公司（兵庫工場）海上運送，改造而成的觀光列車「とれいゆ」。「とれいゆ」的名稱為「Train（列車）」與「Solaire（法語太陽的意思）」與表示溫泉的「湯」組合而成的詞語，享受「食（因太陽的恩惠所賜的每樣食材）」、「溫泉」、「歷史、文化」、「自然」的列車之旅，並漫步於溫泉街上，以濃縮該主題而命名列車。
福島站－新庄站之間的山形新幹線路段於2014年7月19日起，設有「とれいゆ つばさ」臨時列車運行，預定每年周末120日運行。載客143名（120名），全部為指定席運行。6輛編組，1號車（23席）為普通車指定席，2 - 5號車（120席）為「榻榻米房間指定席（說話空間）」、5號車為「浴後休息室（人與事物空間）」、6號車為「足湯（放鬆空間）」。

## 停靠車站列表
- 全部班次均不停東北新幹線的小山站、那須鹽原站和新白河站
- 部分班次在东北新干线不會与山彦号併結行駛

| 号数        | 运行次数＼站    | 東京 | 上野 | 大宮 | 宇都宮 | 郡山 | 福島 | 米澤 | 高畠 | 赤湯 | 上之山溫泉 | 山形 | 天童 | 樱桃东根 | 村山 | 大石田 | 新 | 参考                |
| ----------- | --------------- | ---- | ---- | ---- | ------ | ---- | ---- | ---- | ---- | ---- | ---------- | ---- | ---- | -------- | ---- | ------ | -- | ------------------- |
| 120 - 160号 | 下行1辆/上行1辆 | ●    | －   | ●    | －     | －   | ●    | ●    | －   | －   | －         | ●    | ○    | ○        | ○    | ○      | ●  | 下行1辆终点站为新庄 |
| 120 - 160号 | 下行2辆/上行2辆 | ●    | ●    | ●    | ●      | ●    | ●    | ●    | －   | －   | －         | ●    | ●    | ●        | ●    | ●      | ●  |                     |
| 120 - 160号 | 下行4辆/上行4辆 | ●    | ●    | ●    | ●      | ●    | ●    | ●    | －   | ●    | ●          | ●    | ●    | ●        | ●    | ●      | ●  |                     |
| 120 - 160号 | 下行1辆/上行3辆 | ●    | ●    | ●    | ●      | ●    | ●    | ●    | ●    | ●    | ●          | ●    | ●    | ●        | ●    | ●      | ●  |                     |
| 120 - 160号 | 下行2辆/上行2辆 | ●    | ●    | ●    | ●      | ●    | ●    | ●    | －   | ●    | ●          | ●    |      |          |      |        |    |                     |
| 120 - 160号 | 下行6辆/上行4辆 | ●    | ●    | ●    | ●      | ●    | ●    | ●    | ●    | ●    | ●          | ●    |      |          |      |        |    |                     |
| 171号       | 下行1辆         |      |      |      |        |      |      |      |      |      |            | ●    | ●    | ●        | ●    | ●      | ●  |                     |

圖解
- ●：停站　　○：部分班次停站　　－：通過

## 使用車輛
現役車輛
- E3系2000番台（L61－L72編組）

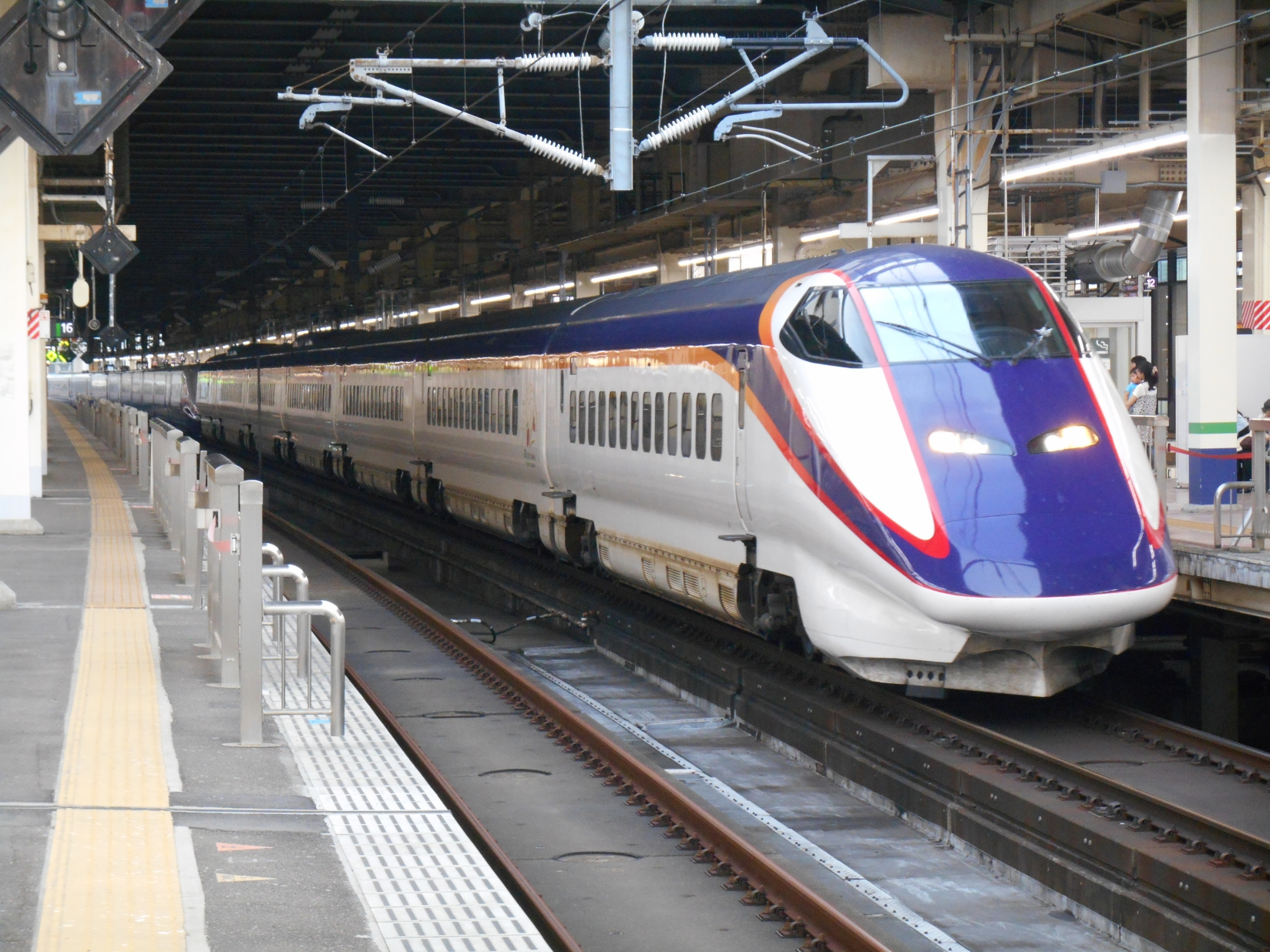
E3系2000番台

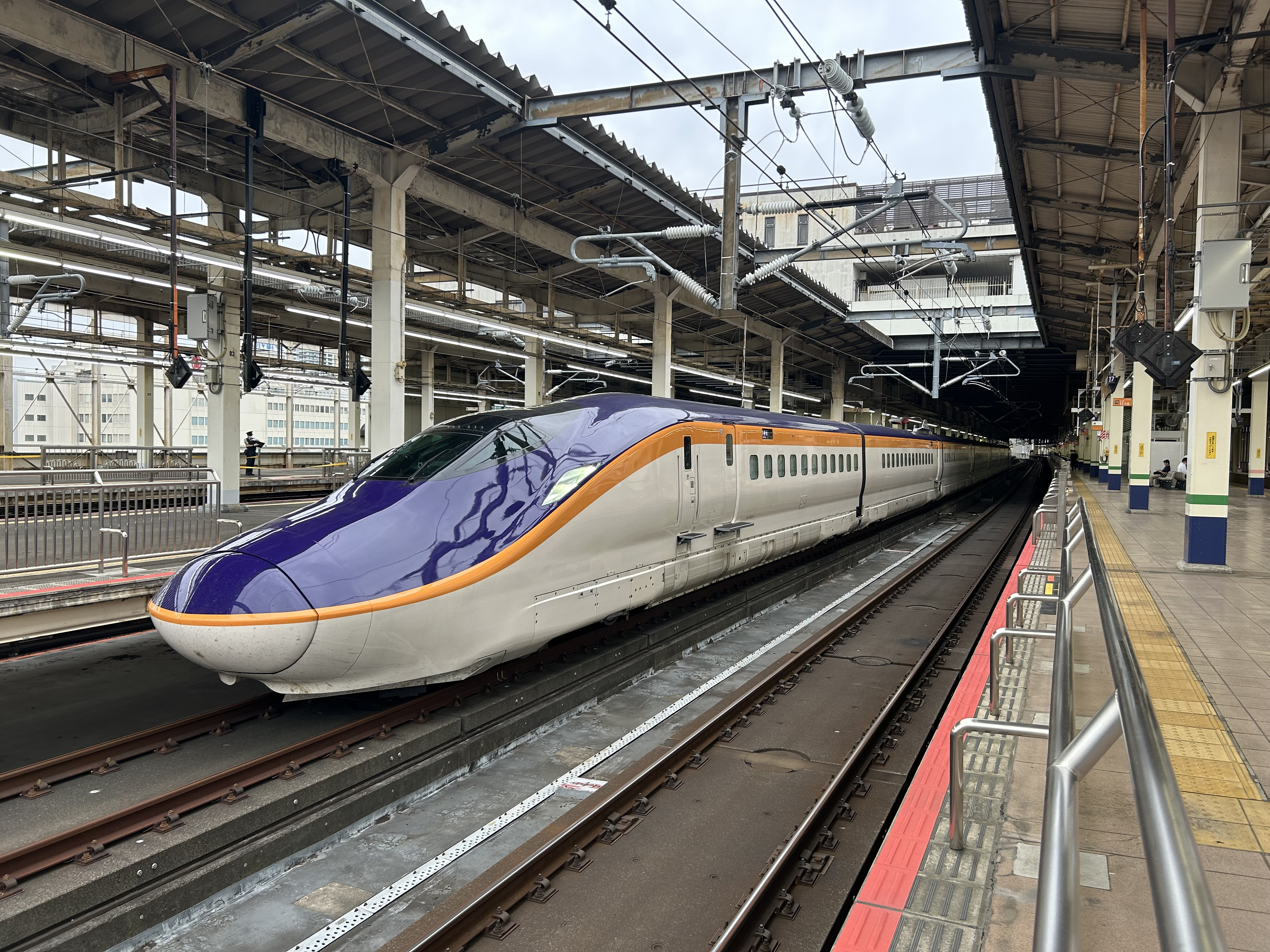
E8系

  - 1000番台的改進版本，JR東日本在2008至2009年間以此系列車輛取代原有的400系[6]。
- E8系

已退役車輛
- 400系（L1－L12編組）

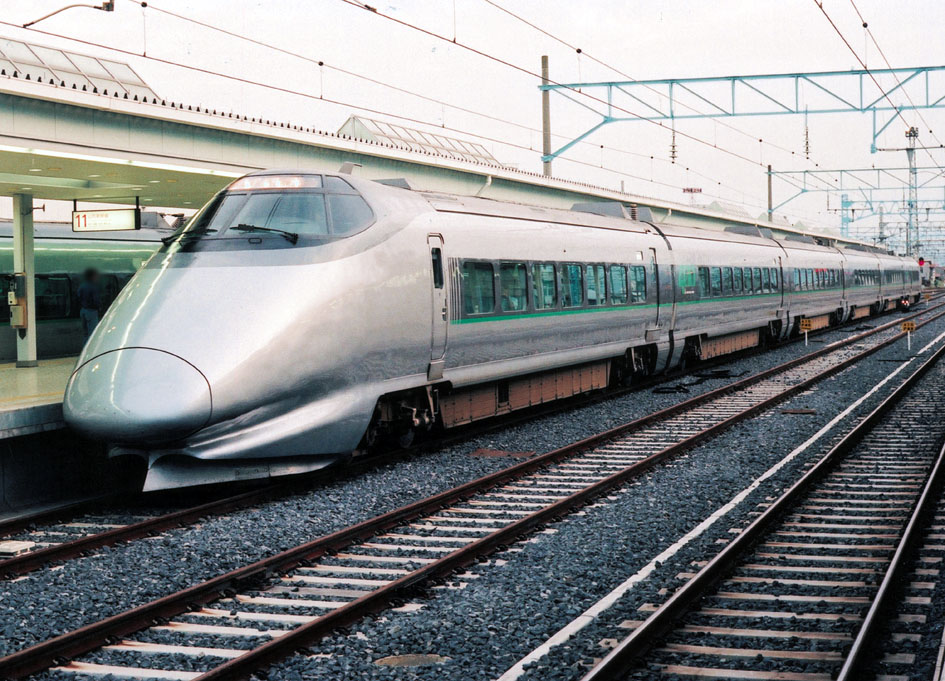
400系原有塗裝（6輛編組）

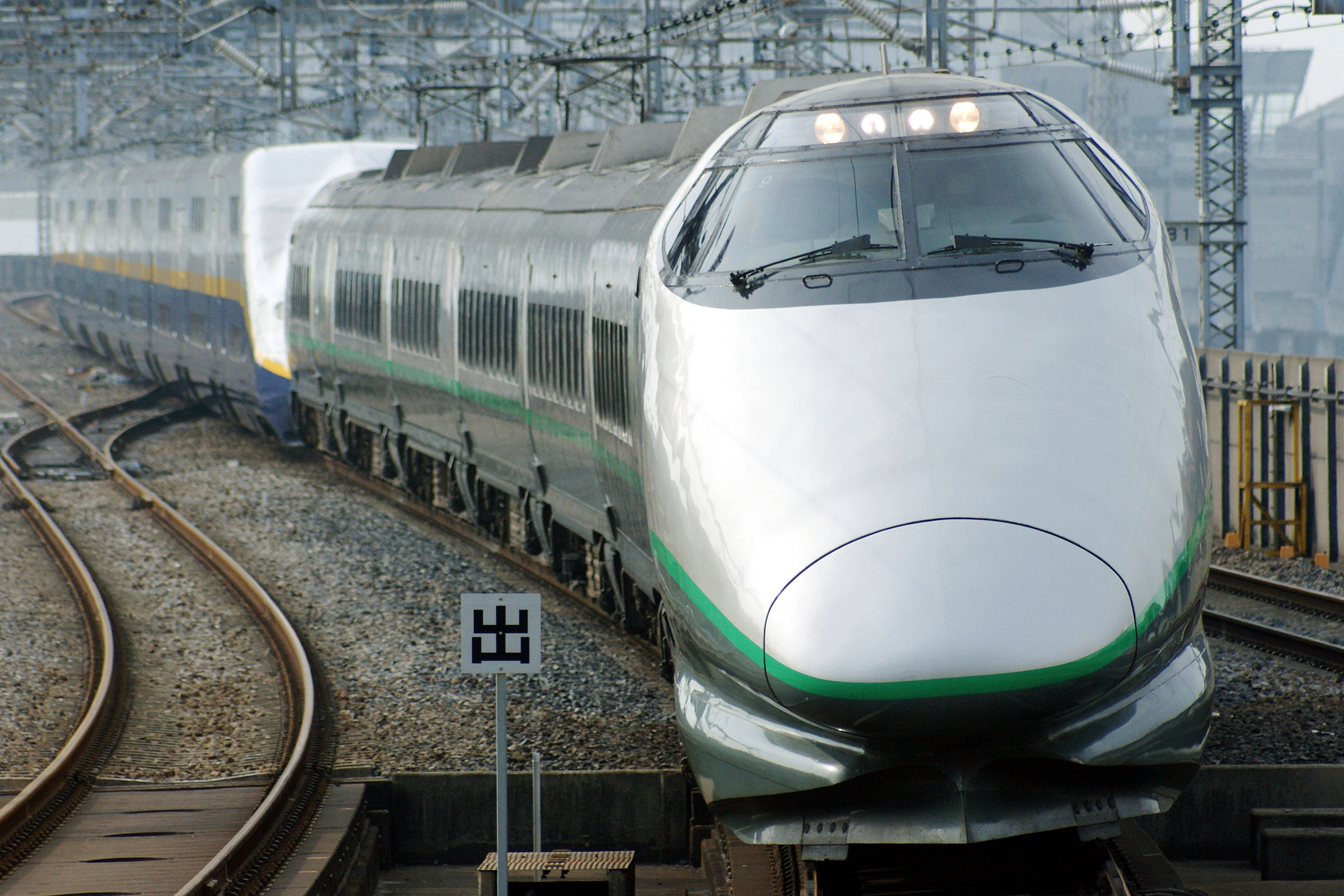
以400系運行的列車「翼」
（後方是連結行駛的E4系「Max山彥」，攝於大宮站）

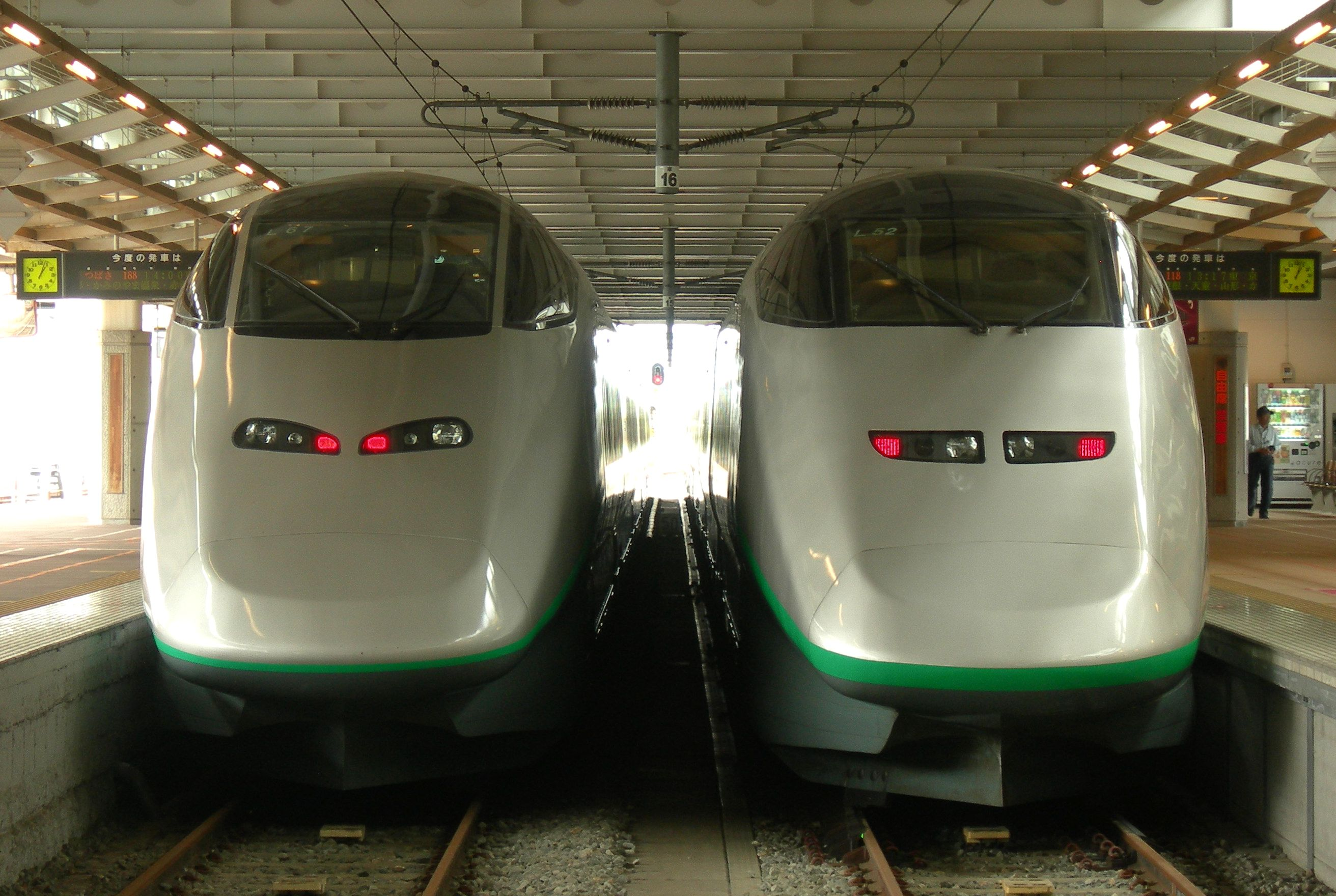
以E3系1000番台与2000番台運行的列車「翼」（新庄站）

  - 山形新幹線開業起使用的車輛，1999年山形新幹線山形至新庄路段開業後進行復新工程，車體塗裝也和E3系1000番台統一。列車由山形JR直行特急保有株式會社出租給JR東日本營運。已於2010年4月18日退役。
- E3系0、1000番台（R20-26、L52－L53編組）
  - 1999年山形新幹線山形至新庄路段開業時投放的新列車，由JR東日本擁有和營運。2024年3月15日退役

列車編組
- 全車禁煙
- 由於迷你新幹線是以在來線路段升級而成，兩款使用的列車均比正常的新幹線列車小。
- 列車以7輛編組運行，其中包括1輛綠色車輛和6輛普通車輛，全車均為指定席。

| 東京← | 東京← | 東京← | →山形、新 | →山形、新 | →山形、新 | →山形、新 |
| ----- | ----- | ----- | --------- | --------- | --------- | --------- |
| 11 指 | 12 指 | 13 指 | 14 指     | 15 指     | 16 指     | 17 指     |

圖例
- 綠色■背景＝綠色車輛　　白色背景＝普通車輛
- 指＝對號座位

## 歷史
由於「翼」跟利用奧羽本線來往東京和山形、秋田的優等列車有著深厚的關連，因此本段除了敘述山形新幹線的列車「翼」的歷史外，也敘述在來線時代奧羽本線的日間優等列車的歷史。

### 奧羽本線日間優等列車歷史
創始期
- 1922年（大正11年）3月－經奧羽本線來往上野和青森的急行列車701和702號列車開業。
- 1940年（昭和15年）10月－701和702號列車的編號改為401和402號，同時路線被縮短至秋田。
- 1943年（昭和18年）10月－401和402號列車被降格為普通列車。

戰後擴張期
- 1956年（昭和31年）11月－來往上野和仙台的急行列車「青葉」及與其連結行駛上野至福島路段，來往上野和秋田的急行列車「鳥海」開業。
- 1959年（昭和35年）12月－準急列車「田澤」、「最上」開業。
  - 「田澤」的運行路線是經奧羽本線和陸羽東線來往仙台、米澤和秋田。「最上」的運行路線是經奧羽本線和陸羽西線來往仙台、米澤和酒田。
- 1960年（昭和35年）6月－來往上野和山形的急行列車「藏王」開業。在上野至福島路段和來往上野和仙台的急行列車「松島」連結行駛。
- 1960年（昭和35年）11月－經仙山線、奧羽本線、陸羽西線和羽越本線來往仙台和新庄的準急列車「月山」開業。

特急列車全盛期
- 1961年（昭和36年）10月－國鐵訂正時間表（通稱為「36·10」（日语：サンロクトオ）），特急列車「翼」開業，運行路線是經東北本線、奧羽本線來往上野和秋田。當時使用KiHa80系（日语：国鉄キハ80系気動車）運行。
- 1962年（昭和37年）2月－「田澤」對向各增加一班次。
- 1962年（昭和37年）7月－「月山」的運行路線延長至來往仙台和鶴岡。
- 1962年（昭和37年）10月－「鳥海」改與上野和喜多方的「磐梯」連結行駛。
- 1963年（昭和38年）10月－「藏王」的名稱改用平假名方式表記，同時對向各增加一班次。同日來往新庄和山形的準急列車「村山」開業。
- 1963年（昭和38年）12月－「翼」和來往上野和盛岡的「山彥」合併。「山彥」這個名稱暫時停用。
- 1964年（昭和39年）10月－「藏王」的對向各一班次改用柴油動車組運行，成為特急列車「山葉」。
- 1964年（昭和39年）12月－「村山」和「月山」合併，列車名稱改為「月山1號」。
- 1965年（昭和40年）10月－國鐵訂正時間表，對優等列車班次作出以下改動。
  1. 「翼」來往上野和盛岡的班次復稱「山彥」。「翼」來往秋田的班次每日2班。
  2. 「山葉」和來往會津若松的「會津」班次合併，同時暫停連結食堂車輛。
  3. 「鳥海」改稱為「田澤」。
  4. 原稱「田澤」的準急列車班次改稱為「千秋」。
- 1966年（昭和41年）3月－國鐵廢除準急列車級別，「月山」、「千秋」和「最上」獲升格為急行列車。
- 1968年（昭和43年）10月－國鐵訂正時間表（通稱為「43·10」（日语：ヨンサントオ）），對優等列車班次作出以下改動。
  1. 部分「翼」的班次改為來往東京。
  2. 「山葉」班次轉以電力動車組運行。部分自會津若松開出的「山葉」班次復稱「會津」，並重新連結食堂車輛。
  3. 「藏王」班次轉以電力動車組（其中一對向班次除外）運行。
  4. 「田澤」和運行路線相同的夜行列車合併，並改稱為「男鹿」。
  5. 「最上」的運行路線延長至羽後本莊。

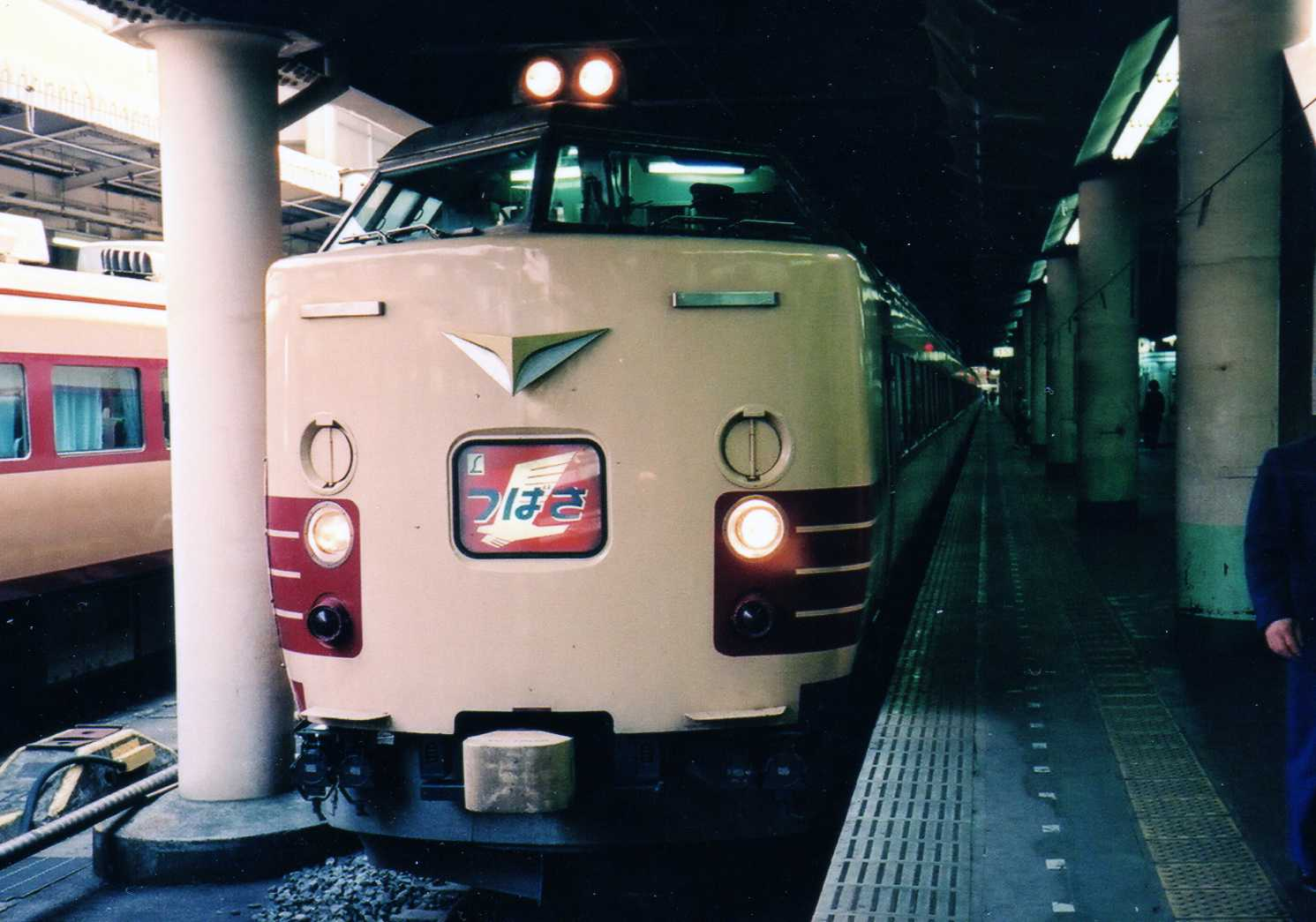
以485系1500番台運行的列車「翼」（攝於上野站）

- 1969年（昭和44年）10月－「千秋1號（下行）和2號（上行）」的運行路線延長至青森。
- 1970年（昭和45年）2月－為了越過奧羽本線內的板谷峠，「翼」轉以KiHa181系運行。
- 1970年（昭和45年）10月－急行列車「駒草」開業，來往山形和秋田。
- 1971年（昭和46年）7月－奧羽本線修正時間表。為應付需求，「翼」的列車從10輛編組增長至12輛編組。
- 1972年（昭和47年）3月－「千秋1號（上行）和2號（下行）」在院內至秋田段被降格為普通列車。
- 1973年（昭和48年）4月－因為東北、上越新幹線延長至東京站，原有的東北本線路段被廢除。「翼」恢復所有班次在上野出發。
- 1973年（昭和48年）10月－「千秋1號（上行）」作為普通列車的路段從秋田延長至新。
- 1975年（昭和50年）11月24日－「翼」改以485系1500番台（電力動車組）運行。同時，「千秋2號（下行）」作為普通列車的路段從秋田延長至新。
- 1978年（昭和53年）10月2日－國鐵訂正時間表（通稱為「53·10」（日语：ゴーサントオ）），「翼」和「山葉」共6班對向班次獲升格為L特急班次，同時「翼」首次將部分車廂劃為自由座位。另外，「駒草」的運行路線延長至青森。

新幹線化時期
- 1982年（昭和57年）11月15日－上越新幹線開業，同日國鐵訂正時間表。
  1. 「翼」、「山葉」：大部分自福島開出的「翼」班次被修改至與東北新幹線的班次相近的時間，以方便乘客換乘。另外，來往上野的「翼」和「山葉」的班次因為東北、上越新幹線只運行至大宮路段而被保留每日對向各1.5班次。
  2. 「駒草」：班次被「翼」合併，名稱暫停使用。但「翼」1號班次和「駒草」一樣，自山形前往秋田。
  3. 「藏王」：班次縮減至每日1對向班次。
  4. 「男鹿」：日間班次全部取消，但保留夜行列車班次。
  5. 「月山」：列車終點站從仙台改至山形。
  6. 「千秋」：所有班次被廢除。但以「最上」增發一班來往仙台和酒田的對向班次取代。
- 1985年（昭和60年）3月14日－東北、上越新幹線大宮至上野段開業，同日國鐵訂正時間表。「藏王」和「山葉」的所有班次被廢除，而「翼」則因為「會津」班次編排的關係，保留每日1對向班次，成為當時唯一來往上野的奧羽本線日間優等列車班次。另外，來往山形和秋田的「翼」班次的運行路線延長至青森。
- 1986年（昭和61年）11月－「最上」的所有班次被廢除。同時，原先延長至青森的「翼」班次恢復來往山形和秋田。
- 1987年（昭和61年）4月1日－國鐵分割民營化，奧羽本線由JR東日本接手繼續營運。
- 1990年（平成2年）－來往山形和新庄的快速列車「最上川」開業。其中一班上行班次是從酒田開往山形。
- 1991年（平成3年）8月27日－因為建設山形新幹線，「翼」的東北新幹線轉乘站從福島站改為仙台站，來往上野班次的運行路線也改為經仙山線和仙台站進入東北本線。此修訂後「翼」成為唯一往來東北六縣縣廳所在地的班次。
- 1992年（平成4年）7月1日－山形新幹線開業，JR東日本對奧羽本線的優等列車作大幅度改動。
  1. 「翼」成為山形新幹線班次的名稱。
  2. 開設來往山形的特急班次以接駁山形新幹線。
    1. 「駒草」：來往山形和新庄、秋田的L特急班次。
    2. 「月山」：升格為快速列車，並和「最上川」的班次合併。
    3. 「仙山」：每日1班對向班次，來往仙台和新庄（經山形）。

  3. 山形線（米澤－山形）運行的快速列車被命名為「藏王」。
- 1998年（平成10年）4月－「藏王」停止運作，全線列車均為各站停車的普通列車。
- 1999年（平成11年）12月4日－山形新幹線山形至新庄段開業。JR東日本改動奧羽本線優等列車班次。
  1. 「駒草」：成為新庄以北的快速列車。
  2. 「月山」、「仙山」：由於改軌的關係，兩列車的班次不能進入山形和新庄段奧羽本線。
- 2002年（平成14年）12月1日－訂正時間表的同時廢除「駒草」的名稱。

### 山形新幹線「翼」
- 1992年（平成4年）7月1日－山形新幹線開業，列車開始經福島站直通奧羽本線運行至山形。（與200系「山彥」班次連結行駛）
- 1994年（平成6年）－在原有列車編組中增加1輛普通車輛，成為現時7輛編組。
- 1999年（平成11年）12月4日－山形新幹線山形至新庄段開業，列車路線延長至新庄。同日E3系1000番台投入營運。
- 2001年（平成13年）9月21日－由於200系列車退役，改與E4系的「MAX山彥」班次連結行駛。
- 2007年（平成19年）3月18日－因為新法例（健康增進法）實施，按該法例第25條規定在車廂內禁止吸煙[7]。
- 2008年（平成20年）12月20日－E3系2000番台投入營運。
- 2012年（平成20年）3月17日－部份E3系翼號(2000番台)與10輛編成的E2系山彥號併結，最高時速275km/h外，17輛編成再度重現。
- 2012年（平成20年）9月29日－因E4系全数改往上越新干线行走，造成全数E3系翼號與10輛編成的E2系山彥號併結。
- 2022年 3月12日－取消自由席，以全席指定模式營運。
- 2024年 3月15日－在本次改點中，全数E3系翼號與10輛編成的E5系山彥號併結，同時E8系投入營運。
- 2025年 3月6日－因為同會在途中進行連結、解聯的「隼」、「小町」在半年內發生兩次行駛中突然分離的事件，本日下午開始（第二次事件發生後），暫時停止與「山彥」併結行駛[8][9]。
- 2025年 3月11日-JR東日本宣布，將替併結運轉用的電器連結機構加上固定裝置以防止行駛中觸發，並於3月15日全面恢復併結運轉[10]。
- 2025年 6月17日-落成僅一週的E8系G11編成，在單獨回送途中於宇都宮～那須塩原間故障停車，一度無法自力移動，導致東北新幹線東京＝仙台區間停駛5個半小時。加上同一天內另有3編組的E8系發生故障，當日收班後旋即停止E8系單獨運轉。除了一往返（往新庄的121號、往東京的156號）外，其餘「翼」號班次暫時只在福島＝新庄間行駛，並減班運轉[11][12]。
- 2025年 7月19日：更新臨時時刻表，在E8系無法單獨運用的前提下，改為三往返（往山形的127、135、153號，往東京的128、146、156號）進入福島＝東京區間，其餘班次仍只行駛福島以北路段[13]。
- 2025年 8月1日：E8系單獨運轉再開，定期列車恢復6月前的安排[14]。